# Impacto en la religión por la pandemia de COVID-19

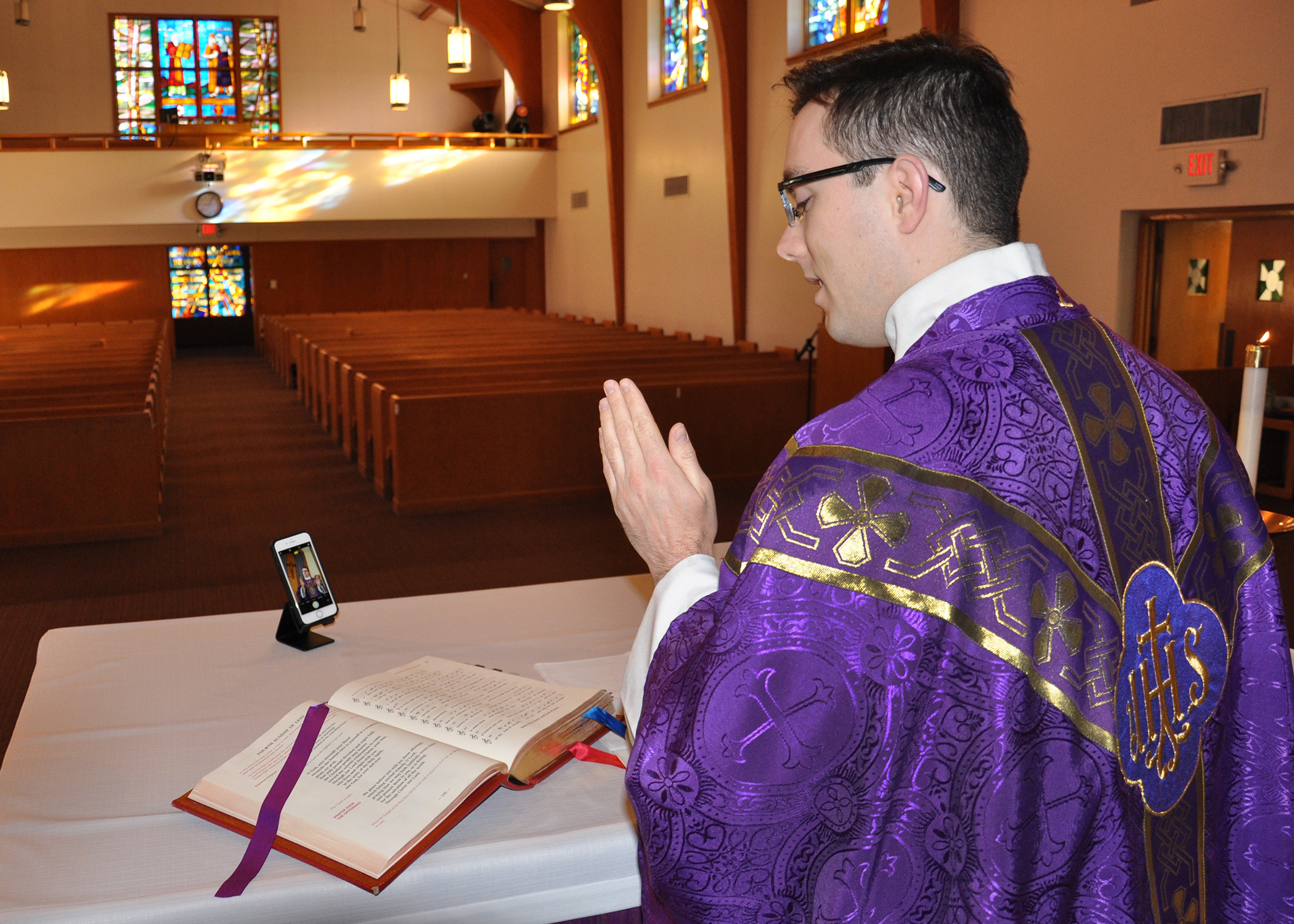
Un sacerdote católico celebra la eucaristía en un templo vacío mientras la retransmite por Internet.

La pandemia de COVID-19 ha impactado en la religión de varias maneras, incluida la cancelación de las celebraciones de diversas religiones, el cierre de las escuelas dominicales, así como la cancelación de peregrinaciones en torno a celebraciones y festivales. Muchas iglesias, sinagogas, mezquitas y templos estaban ofreciendo culto a través de transmisiones en vivo durante de la pandemia.
Las organizaciones religiosas han colaborado a paliar los efectos de la pandemia realizando donaciones económicas, de material sanitario o de alimentos. Se han enviado suministros de desinfección, respiradores purificadores de aire, protectores faciales, guantes, reactivos de detección de ácido nucleico de coronavirus, ventiladores, monitores de pacientes, bombas de jeringa, bombas de infusión y alimentos a las áreas afectadas, e incluso han ofrecido pruebas gratuitas de COVID-19 al público. Surgieron iniciativas para ofrecer escucha psicológica o acompañamiento a personas que se encontraban solas durante la cuarentena. También se pusieron a disposición de las autoridades civiles edificios religiosos para su uso como albergues u hospitales improvisados.
Los partidarios de muchas religiones se han reunido para rezar por el fin de la pandemia de COVID-19, para que Dios ayude a los afectados y dé a los médicos y científicos la sabiduría para combatir la enfermedad; En los Estados Unidos, el presidente Donald Trump designó el 15 de marzo de 2020 como un Día Nacional de Oración para que los estadounidenses busquen la ayuda de Dios en medio de la pandemia. El 27 de marzo, el papa Francisco presidió un momento extraordinario de oración en el atrio de la Basílica de San Pedro, en el que impartió la bendición Urbi et orbi.

## Religiones

### Cristianismo

#### Iglesia católica
Las medidas de prevención iniciales que tomaron algunas diócesis y conferencias episcopales al comienzo de la pandemia consistieron en retirar de las iglesias las pilas de agua bendita y aumentar las medidas de higiene, evitándose el contacto físico durante el rito de la paz de las celebraciones eucarísticas o mediante la distribución de la comunión solo en la mano (en lugar de comulgar en la boca). Sin embargo, a medida que avanzaba la enfermedad, los obispos fueron dispensando a los fieles del precepto de participar en la misa los domingos, pudiendo quedarse en casa para cumplir con las órdenes de confinamiento decretadas por los distintos gobiernos y recomendando en su lugar el seguimiento de las celebraciones a través de los medios de comunicación. Por ese motivo, distintos canales de televisión y radio aumentaron su programación religiosa, batiéndose en algunos casos récords de audiencia.
La pandemia golpeó durante la Cuaresma cristiana, un periodo espiritual de preparación para la Pascua, de carácter penitencial, en el que se llevan a cabo prácticas como el ayuno, la limosna o la oración. En esta ocasión, se invitó especialmente a rezar por el fin de la enfermedad. Países enteros renovaron su consagración al Sagrado Corazón de Jesús y al Inmaculado Corazón de María. El papa Francisco anunció su deseo de que se respondiera a la pandemia del virus «con la universalidad de la oración, la compasión y la ternura», y pidió a todos los cristianos, fuesen o no católicos, que se unieran en oración rezando el Padrenuestro.
Especial relevancia tuvo un momento extraordinario de oración, calificado de histórico, que fue convocado por el papa Francisco el 27 de marzo. El papa, bajo la lluvia y ante una plaza de San Pedro completamente vacía de fieles como medida de precaución por la pandemia, presidió una celebración donde se proclamó el pasaje de evangélico en el que Jesús calma la tormenta (Mc 4, 35-41), y pronunció una homilía en la que reflexionó sobre el texto bíblico y la situación que el mundo estaba viviendo. Para terminar, dio con el Santísimo Sacramento la bendición urbi et orbi, que en circunstancias habituales solo se imparte en Navidad y Pascua, y que permitió a los católicos ganar la indulgencia plenaria.

Desde hace algunas semanas parece que todo se ha oscurecido. Densas tinieblas han cubierto nuestras plazas, calles y ciudades; se fueron adueñando de nuestras vidas llenando todo de un silencio que ensordece y un vacío desolador que paraliza todo a su paso: se palpita en el aire, se siente en los gestos, lo dicen las miradas. Nos encontramos asustados y perdidos. Al igual que a los discípulos del Evangelio, nos sorprendió una tormenta inesperada y furiosa. Nos dimos cuenta de que estábamos en la misma barca, todos frágiles y desorientados; pero, al mismo tiempo, importantes y necesarios, todos llamados a remar juntos, todos necesitados de confortarnos mutuamente. En esta barca, estamos todos. Como esos discípulos, que hablan con una única voz y con angustia dicen: “perecemos” (cf. v. 38), también nosotros descubrimos que no podemos seguir cada uno por nuestra cuenta, sino sólo juntos. (...)

 «¿Por qué tenéis miedo? ¿Aún no tenéis fe?». Señor, nos diriges una llamada, una llamada a la fe. Que no es tanto creer que Tú existes, sino ir hacia ti y confiar en ti. En esta Cuaresma resuena tu llamada urgente: “Convertíos”, «volved a mí de todo corazón» (Jl 2,12). Nos llamas a tomar este tiempo de prueba como un momento de elección. No es el momento de tu juicio, sino de nuestro juicio: el tiempo para elegir entre lo que cuenta verdaderamente y lo que pasa, para separar lo que es necesario de lo que no lo es. Es el tiempo de restablecer el rumbo de la vida hacia ti, Señor, y hacia los demás.
Papa Francisco, en el momento extraordinario de oración en tiempos de epidemia

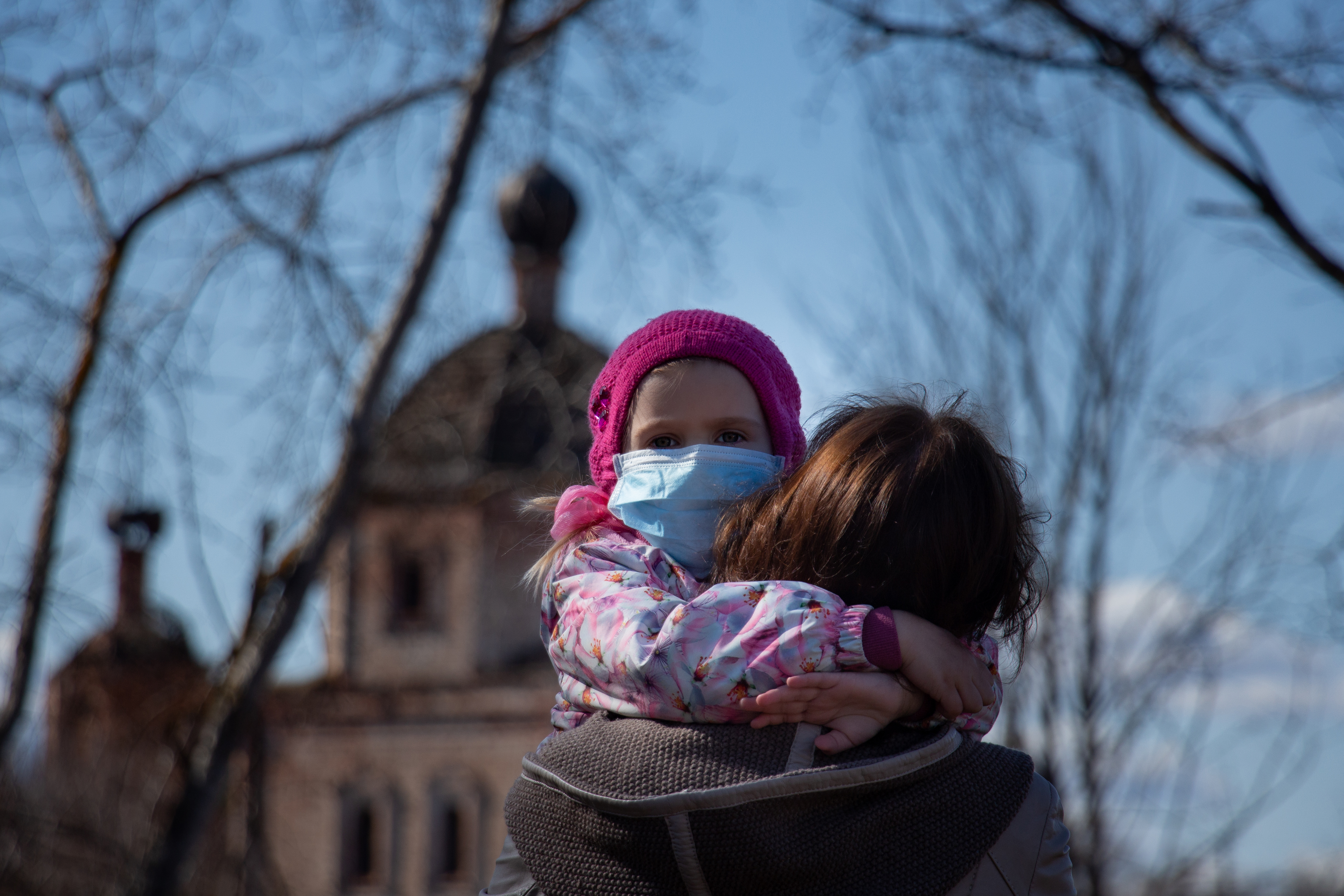
Un niño en brazos de su madre, durante la pandemia COVID-19.

La Iglesia proporcionó servicios de atención espiritual y religiosa tanto a los pacientes de COVID-19 como al personal sanitario en hospitales de campaña que se habilitaron para la ocasión. También surgieron iniciativas para acompañar a personas que se encontraban solas durante el confinamiento, y también de escucha psicológica para sanitarios que necesitasen apoyo emocional. Conventos de monjas y comunidades parroquiales comenzaron a fabricar mascarillas de protección para el personal sanitario de los hospitales y voluntarios. Al mismo tiempo, se sucedieron las donaciones económicas, las actividades caritativas y la colaboración con las instituciones civiles para mitigar los efectos de la pandemia, como la disposición de seminarios y edificios diocesanos para acoger personas sin hogar, personal sanitario, o incluso para ser habilitados como hospitales si fuera necesario.

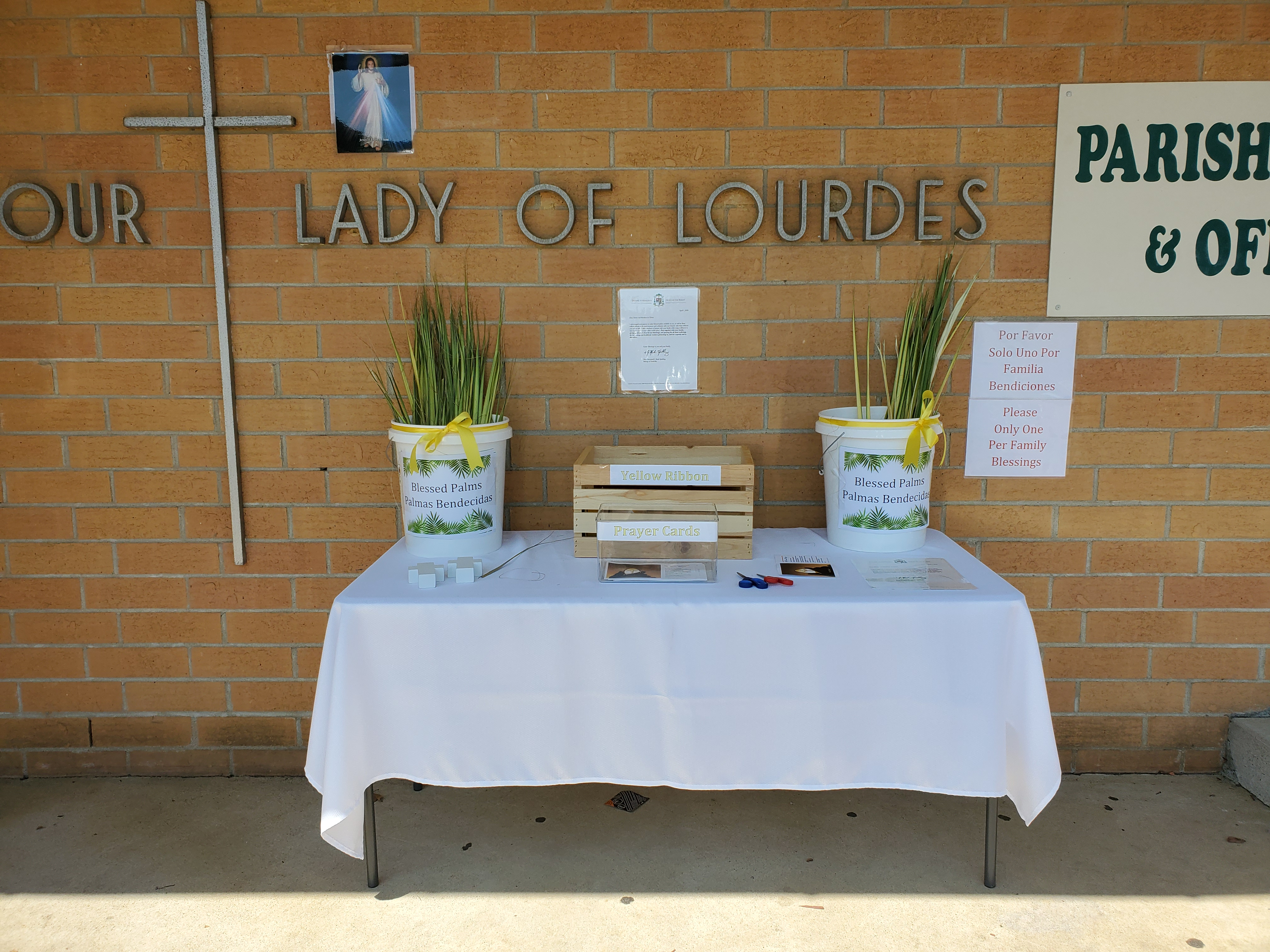
Debido a las medidas de distanciamiento social, muchos católicos no pudieron acudir a las celebraciones de Semana Santa. En la imagen, una mesa con palmas bendecidas, características del Domingo de Ramos dispuestas para ser recogidas por los fieles.

De cara a la celebración de la Semana Santa, la Congregación para el Culto Divino y la Disciplina de los Sacramentos ofreció unas indicaciones y sugerencias a los obispos para que, en aquellos países afectados por la enfermedad, en los que se han restringido las reuniones y la movilidad de las personas, los distintos ritos se celebren sin la presencia del pueblo y en un lugar adecuado, evitando que varios sacerdotes celebren juntos la misa y omitiendo el saludo de paz. Respecto a las procesiones religiosas y otros actos de piedad popular, que ya en muchas diócesis se habían suspendido, daba la posibilidad de que se aplazasen a otros días, como por ejemplo a las fiestas de la exaltación de la Santa Cruz y de Nuestra Señora de los Dolores (14 y 15 de septiembre, respectivamente), siempre a juicio del obispo de cada diócesis.
El 20 de marzo de 2020 el Papa Francisco anunció el lanzamiento de la Comisión Vaticana COVID-19, bajo la dirección del Dicasterio al Servicio del Desarrollo Humano Integral, para pensar en el post-Covid.
La COVID-19 también ha afectado a las finanzas de la Iglesia. Durante el confinamiento producido al inicio de la pandemia en España, la Iglesia católica española habría dejado de ingresar unos 20 millones de euros mensuales provenientes de las colectas ordinarias de las parroquias debido al cierre de los templos. En países como México, los ingresos de la institución se redujeron en un 98 % por este motivo. La Conferencia Episcopal Española ha contemplado un plan de refinanciación de las parroquias, una severa contención del gasto, cobrar una "cuota fija" a los fieles o fomentar donativos a través de las nuevas tecnologías para paliar estos efectos. En Estados Unidos, la Diócesis de Rockville Centre se declaró en bancarrota en octubre de 2020 al no poder hacer frente a las decenas de demandas interpuestas por abusos sexuales a menores cometidos en su seno, acelerando dicha quiebra la caída de las colectas a causa del cierre de iglesias y servicios religiosos debido a la pandemia.

#### Otras denominaciones

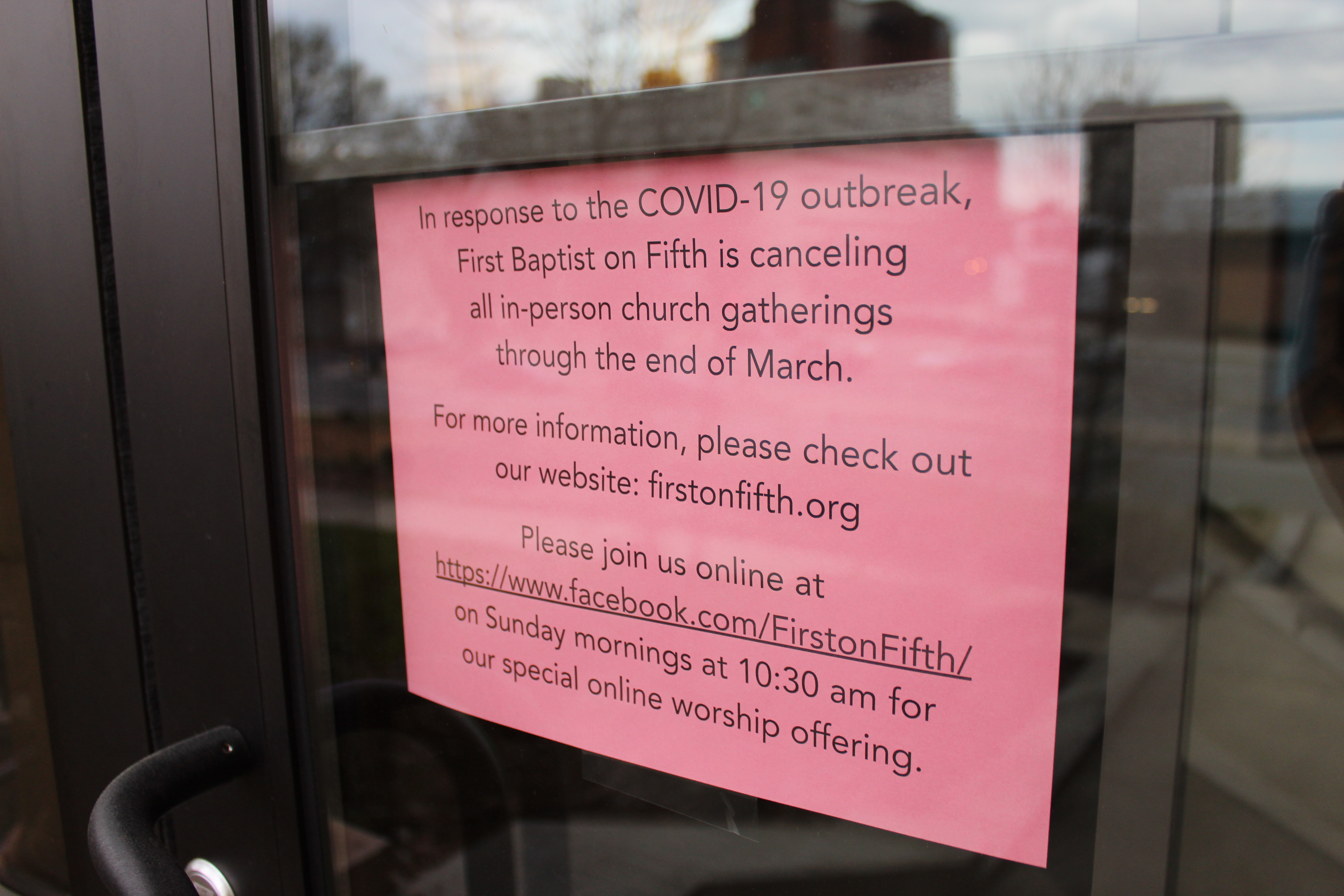
Cartel que avisa de la suspensión de los servicios de una iglesia debido a la pandemia de COVID-19.

El subsecretario general del Consejo Mundial de Iglesias, Olav Fykse Tveit, anunció que "esta situación requiere nuestra solidaridad y responsabilidad, atención plena, cuidado y sabiduría ... [así como también] nuestros signos de fe, esperanza y amor". En medio de la pandemia de coronavirus 2019-2020, algunas iglesias continúan operando sus despensas de alimentos que ofrecen bolsas llenas de carne y rollos de papel higiénico para familias necesitadas. Lutheran Disaster Response, el ala de ayuda de la Iglesia evangélica luterana en Estados Unidos (ELCA) ha proporcionado suministros a China, de donde se originó la enfermedad; Estos incluyen suministros de desinfección, respiradores purificadores de aire, protectores faciales, guantes, reactivos de detección de ácido nucleico de coronavirus, ventiladores, monitores de pacientes, bombas de jeringa, bombas de infusión y alimentos en las áreas afectadas. Otras iglesias, como la Iglesia de las Tierras Altas, una megaiglesia evangélica cristiana, han ofrecido pruebas gratuitas de COVID-19 en sus estacionamientos.
L. Jonathan Holston, obispo de la Conferencia Anual de Carolina del Sur de la Iglesia metodista unida, recomendó que las iglesias "continúen con los servicios de adoración, proporcionando una mayor vigilancia con respecto a la limpieza de las áreas de culto, proporcionando estaciones de lavado de manos y educando a los miembros sobre el distanciamiento social y otras medidas preventivas". El 13 de marzo de 2020, la obispo Elaine JW Stanovsky de la Conferencia Anual del Noroeste del Pacífico de la Iglesia Metodista Unida emitió una declaración que se actualizará a más tardar al comienzo de la Semana Santa, que dirigió "las iglesias locales de cualquier tamaño y otros ministerios en los estados de Alaska, Idaho, Oregón y Washington suspenderán el culto en persona y otras reuniones de más de 10 personas durante las próximas dos semanas". Muchas partes de las Iglesias Metodistas, que defienden la enseñanza sabatista dominical, han hecho la transición de sus servicios religiosos en línea; El noventa por ciento de las parroquias dentro de la Conferencia Anual del Noroeste del Pacífico de la Iglesia Metodista Unida, ahora están ofreciendo adoración a través de la transmisión en vivo por Internet.
Otras iglesias cristianas, incluidas las iglesias no confesionales, han comenzado a utilizar transmisiones en vivo con una función de chat y enfatizando la reunión en pequeños grupos, como las familias inmediatas. Esto incluye la Plataforma Iglesia En Línea de Life.Church y un dispositivo codificador conocido como Living As One. Se están publicando artículos para ayudar a aquellos que no han comenzado una transmisión en vivo en el pasado. En cumplimiento de la recomendación local, las iglesias como Cornerstone Fellowship en California East Bay se estaban mudando exclusivamente a Internet, enfatizando que no se hacía por miedo o pánico, sino por preocupación por los ancianos. En Hong Kong, las iglesias se han mudado a la Plataforma Iglesia En Línea de la Red Abierta de Life.Church. La Iglesia de Dios Ministerial de Jesucristo Internacional migró a su canal de YouTube sus cultos, donde contabilizaba las 300 000 conexiones semanales.
La Iglesia de Jesucristo de los Santos de los Últimos Días ha implementado una suspensión temporal de todos los servicios de adoración en todo el mundo como resultado de la pandemia de COVID-19.
La Iglesia ortodoxa griega ha sostenido que el coronavirus no se puede transmitir por la saliva al recibir la eucaristía, se ha opuesto a la cancelación de las misas con el fin de evitar contagios en el país (incluso se incumplieron los horarios para evitar celebraciones después de medianoche) y se ha negado a respetar las medidas sanitarias en sus templos. Desde el inicio de la pandemia ha venido realizando su rito tradicional de la eucaristía, consistente en que todos los fieles comparten la misma cucharita de plata para comulgar. El Gobierno griego ha eximido a las iglesias ortodoxas del requisito de estar vacunado para acceder a las mismas a partir del 15 de julio de 2021, aunque ha intentado convencer a sus jerarcas de que luchen contra una influyente minoría de popes y religiosos antivacunas que han llegado a rechazar a quienes hayan sido vacunados —comparándolos con el "anticristo"— o usen mascarillas.

### Islam
Arabia Saudita cerró la Gran Mezquita de La Meca para los visitantes de la Umrah y prohibió tocar a Kaaba.
La Sociedad Islámica de América del Norte, la Asociación Médica Musulmana de Canadá y el Consejo Canadiense de Imanes recomendaron que las congregaciones suspendan las oraciones y reuniones de los azalá del viernes.
La Cúpula de la Roca se ha cerrado, aunque las oraciones musulmanas todavía se realizan en el Monte del Templo.
Las mezquitas han cerrado en Singapur y Malasia.
El Santuario del Imán Reza, el Santuario Fátima Masumeh, el Santuario Shah Abdol-Azim y la Mezquita Jamkaran en Irán fueron cerrados temporalmente. Las oraciones del viernes también fueron suspendidas.
Los líderes religiosos en Kuwait y Arabia Saudita han instado fuertemente a la gente a rezar en sus hogares y evitar ir a las mezquitas para las oraciones regulares y los azalá del viernes.
La Dirección de Asuntos Religiosos de Turquía impuso una prohibición nacional de las reuniones de oración en las mezquitas, incluidas las oraciones de los azalá del viernes.

### Judaísmo
En el Muro de las Lamentaciones, miles de judíos se reunieron para rezar por el fin de la pandemia de coronavirus y esto fue dirigido por el Gran Rabino Shmuel Eliyahu.
Muchas reuniones relacionadas con la celebración judía de Purim fueron canceladas debido a la pandemia de COVID-19.
El Consejo Rabínico de América, hablando en nombre del judaísmo ortodoxo, emitió una directriz que establece que "las reuniones públicas en sinagogas y escuelas deben ser severamente limitadas".
La Asamblea Rabínica, hablando por el judaísmo conservador, declaró que "proteger la vida humana anula casi cualquier otro valor judío" y recomendó posponer las bodas.

### Budismo
El festival de Panguni Uthiram, que generalmente se asocia con procesiones, se canceló debido a la pandemia de coronavirus 2019-20. Los Narta Kirtans asociados con la fiesta de Vaisakhi en la primavera también han sido suspendidos o pospuestos. El gobierno de Nepal ha dado permiso a solo 25 peregrinos a la vez en el templo sagrado de Pashupatinath en Katmandú, Nepal.
La Coalición Sikh recomendó la cancelación de los servicios en gurdwaras. Además, muchos gurudwaras sij han suspendido la oferta de alimentos gratuitos a los visitantes de gurudwara como resultado de la pandemia de coronavirus 2019-20.
La Junta Central Sikh Gurdwara ha recomendado que los sijs de edad avanzada se queden en sus casas, aunque ha permitido bodas que han sido programadas para continuar.
El Cuerpo Cultural del Budismo Coreano, que permite a los visitantes experimentar la vida monástica en ciento treinta y siete templos, ha suspendido ese programa.
El 18 de marzo, se suspendió el viaje de Mata Vaishno Devi en Jammu y Cachemira. Además de esto, también se detuvo la operación de todos los autobuses interestatales que llegan desde Jammu y Cachemira. La Junta del Santuario Shri Mata Vaishno Devi (SMVDSB) emitió una consulta para que los extranjeros no visiten el templo hasta 28 días después de su llegada a la India. La gente común no podrá ir al mundialmente famoso Aarti que se celebrará en el Ganges Ghat en Kashi. La administración del distrito ha prohibido la entrada de personas comunes en Ganga Aarti. También se les ha pedido a los organizadores que completen el Ganga Aarti de una manera simple.
En medio de un aumento en los casos confirmados en todo el estado de Maharashtra en India, los funcionarios de salud declararon que varios sitios turísticos y religiosos se cerrarán como medida de precaución. Estos sitios incluyeron el Templo Siddhivinayak en Mumbai, el Templo Tulja Bhavani en el distrito de Osmanabad, las Cuevas Ajanta y Ellora en el distrito de Aurangabad, el Templo Dagadusheth Halwai Ganapati en Pune, el Templo Mumba Devi en Mumbai y el Templo Saibaba en Shirdi.
Las Iglesias Budistas de América han cancelado los servicios para las vacaciones de primavera de Higan y otros eventos en muchos de sus templos.

## Asuntos legales
First Liberty Institute, una firma legal sin fines de lucro con sede en los Estados Unidos, ha emitido una guía para las instituciones religiosas relacionadas con la suspensión de su trabajo durante la pandemia de coronavirus 2019-20.

## Investigación
Los estudiosos italianos de derecho y religión de la Asociación de Académicos del Reglamento Legal del Fenómeno Religioso iniciaron el 8 de marzo de 2020 un proyecto de investigación, coordinado por el Profesor Pierluigi Consorti de la Universidad de Pisa, con un sitio web, para recopilar documentos y breves comentarios sobre la religión, el derecho y la emergencia del COVID-19.